# Українсько-канадські відносини
Українсько-канадські відносини — це двосторонні відносини між Україною та Канадою у галузі міжнародної політики, економіки, освіти, науки, культури тощо.
Канада визнала незалежність України 2 грудня 1991 року, дипломатичні відносини між двома країнами встановлено 27 січня 1992. У квітні 1992 у Києві Канада відкрила Посольство Канади в Україні; Посольство України в Канаді відкрито в листопаді 1992 в Оттаві.

## Двосторонні зв'язки

### Політичні і дипломатичні зв'язки
У 2013 здійснено ряд двосторонніх зустрічей: 
- 25 січня під час Всесвітнього економічного форуму, що проходив у Давосі відбувся діалог між очільниками зовнішньополітичних відомств України і Канади Леоніда Кожари і Дж. Бейрда.
- 1-4 березня Україну з офіційним візитом відвідав Міністр громадянства, імміграції та багатокультурності Канади Дж. Кенні.
- 11-12 червня у Києві проходила Міжнародна конференція з протидії торгівлі людьми, яку відвідала депутат парламенту Канади Дж. Сміт.
- 25 червня у Києві проведено зустріч між Заступником Міністра закордонних справ України і парламентським секретарем Міністра закордонних справ Канади Бобом Декертом.

Під час зустрічі обговорювалися питання української євроінтеграції, яку Канада підтримує, і можна сподіватися, що Угода про асоціацію між Україною та ЄС буде підписано в листопаді 2013 .

### Економічні зв'язки
Згідно із даними Держстату України, 2012 року експорт товарів і послуг до Канади склав $107,2439 млн (зменшення порівняно з попереднім роком на 12,5%). Натомість Україна імпортувала товарів на $193,0467 млн (зменшення порівняно з попереднім роком на 7,1%), тобто зовнішньоторговельний оборот України з Канадою 2012 року становив $300,2906 млн (негативне сальдо для України — $85,8028 млн).

### Культурно-гуманітарні зв'язки
Співпраця України і Канади у культурно-гуманітарній області визначаються «Спільною Декларацією про особливе партнерство між Україною і Канадою» (від 31 березня 1994 року) й «Угодою про дружбу та співробітництво між Україною і Канадою» (від 24 жовтня 1994 року). Цими документами визначається, що співпраця відбуватиметься в областях культури, освіти, спорту, політичними партіями та громадськими організаціями.
Щороку у Канаді проходять близько 10 українських фестивалів: найбільший серед них — Український фестиваль у Торонто, а найстаріший — Канадський національний український фестиваль (проводиться у місті Дофін з 1965 року).
У містах Канади встановлено низку пам'ятників визначним українським постатям: Тарасу Шевченку встановлено монументи у Вінніпезі, Івану Франку — Вінніпезі, Торонто, Ляшені, Лесі Українці у Торонто, Саскатуні, Володимиру Великому у Торонто, Василю Стефанику в Едмонтоні. У 5 канадських містах також встановлено монументи вшанування пам'яті жертв Голодомору (Вінніпег, Едмонтон, Гакстон, Калгарі і Віндзор).

## Діаспора

### Українці в Канаді
Згідно із даними перепису населення 2006 року у Канаді проживає 1 209 085 українців (3,87% населення країни, 9-а за чисельністю мовно-етнічна група у Канаді). Українська діаспора у Канаді є другою за чисельністю у світі після Росії.
Українці Канади об'єднуються у різноманітні організації, загалом на території Канади нараховується понад 1000 таких об'єднань. Більшість цих організацій об'єднано в Конґрес Українців Канади, також досить великою організацією є Світовий конгрес українців.